# Hemiparvocythere
Hemiparvocythere is een geslacht van kreeftachtigen uit de klasse van de Ostracoda (mosselkreeftjes).

## Soort
- Hemiparvocythere lagunicola Hartmann, 1982